# Hans Ehrke
Hans Ehrke (* 10. April 1898 in Demmin; † 29. Oktober 1975 in Kiel) war ein deutscher Schriftsteller. Er schrieb überwiegend in plattdeutscher Sprache.

## Leben
Hans Ehrke wurde am 10. April 1898 in Demmin als Sohn eines Zollbeamten geboren, wuchs aber in Holstein auf. Von 1913 bis 1921 besuchte er die Präparandenanstalt und das Lehrerseminar in Kiel, unterbrochen durch seinen Militärdienst als Kriegsfreiwilliger im Ersten Weltkrieg von April 1915 bis Kriegsende beim Ratzeburger Reserve-Jäger-Bataillon Nr. 18. Ab 1921 arbeitete er als Lehrer in Kiel und Rendsburg. 1938 wurde er mit dem John-Brinckman-Preis geehrt. Von 1938 bis 1963 war er Schulrektor in Kiel, unterbrochen durch Militärdienst von 1939 bis 1945. Am 29. Oktober 1975 starb er in Kiel.
Als Schriftsteller verfasste Ehrke Werke in hochdeutscher, überwiegend aber in plattdeutscher Sprache. Er war Vorstandsmitglied des Eutiner Dichterkreises, einer der bedeutendsten Autorengruppen im nationalsozialistischen Deutschland, und Landesleiter der Reichsschrifttumskammer. Von 1952 bis zu seinem Tode 1975 war er Schriftleiter der Zeitschrift Uns’ Moderspraak des Schleswig-Holsteinischen Heimatbundes.
In der Sowjetischen Besatzungszone wurden seine Schriften  Batalljon 18 (1936) und Gewappnetes Herz (1943) sowie in der Deutschen Demokratischen Republik Batalljon Achteihn (1936), Heimkehrer (1936) und Makedonka (1943) auf die Liste der auszusondernden Literatur gesetzt.

## Auszeichnungen
- Stavenhagen-Preis des Niederdeutschen Bühnenbundes, 1931
- Schleswig-Holsteinischer Literaturpreis, 1937
- John-Brinckman-Preis, 1938
- Mecklenburgischer Schrifttumspreis, 1942
- Fritz-Stavenhagen-Preis der Alfred Toepfer Stiftung F.V.S., 1959
- Klaus-Groth-Preis der Alfred Toepfer Stiftung F.V.S., 1968

## Werke (Auswahl)
- Frühlicht. Heimatbilder aus der niederdeutschen Welt. Nölke, Bordesholm 1921.
- November. Niederdeutsches Schauspiel in vier Aufzügen. Martin-Verlag, Itzehoe 1930.
- Makedonka. Ein Buch der Balkanfront (Roman). Westermann, Braunschweig (u. a.) 1938.
- De letzte Feihde. Niederdeutsches Schauspiel in drei Akten. Mahnke, Verden 1960.

## Hörspiele
- 1925: Narrenspegel – Regie: Hans Böttcher, mit Hermann Möller und Käte Alving (NORAG)
- 1926: Dat Pastür – Regie: Otto Mensing, mit Otto Mensing, Willy Martini und Carl Heinrich Dumann (NORAG)
- 1926: Dat Pastür – Regie: Hans Böttcher (Sprecher N. N.) (NORAG)
- 1927: Füer – Regie: Otto Mensing, mit Bruno Günzel, Hannah Jessen und Hartwig Sievers (NORAG)
- 1951: Füer – Regie: Walter A. Kreye, mit Heinz Krug und Ruth Bunkenburg (RB)
- 1951: Dat Postür – Regie: Fritz Börner (RB)
- 1951: Thies un Ose – Regie: Hans Freundt, mit Rudolf Beiswanger und Heidi Kabel (NWDR Hamburg)
- 1952: Hans Brüggemann – Regie: Eberhard Freudenberg, mit Walter A. Kreye und Aline Bußmann (RB)
- 1953: De letzte Feihde – Regie: Günter Jansen, mit Hartwig Sievers und Erna Raupach-Petersen (NWDR Hamburg)
- 1956: Den Diek sluten! – Regie: Hans Tügel, mit Walter A. Kreye und Erika Rumsfeld (RB)
- 1957: Narrenspeegel – Regie: Ivo Braak, mit Carl Hinrichs und Annelore Kunze (RB)
- 1960: Ose von Sylt – Regie: Gustav Burmester, mit Jochen Schenck und Heidi Kabel (NDR)
- 1961: Hans Brüggemann – Regie: Walter Bäumer, mit Walter A. Kreye und Erika Rumsfeld (RB)
- 1962: Besöök op Mettenwarft – Regie: Otto Lüthje, mit Erna Raupach-Petersen und Hilde Sicks (NDR)